# Adbaston
Adbaston – wieś w Anglii położona w dystrykcie Stafford, w hrabstwie Staffordshire. Leży 17 km na zachód od miasta Stafford i 213 km na północny zachód od Londynu.